# Гергей Чучор
Гергей Чучор (венг. Gergely Czuczor; 17 декабря 1800, Андовце, Королевство Венгрия (теперь район Нове-Замки, Нитранский край, Словакия) — 9 сентября 1866, Пешт) — венгерский монах-бенедиктинец, поэт, лингвист, переводчик, член Венгерской академии наук.

## Биография

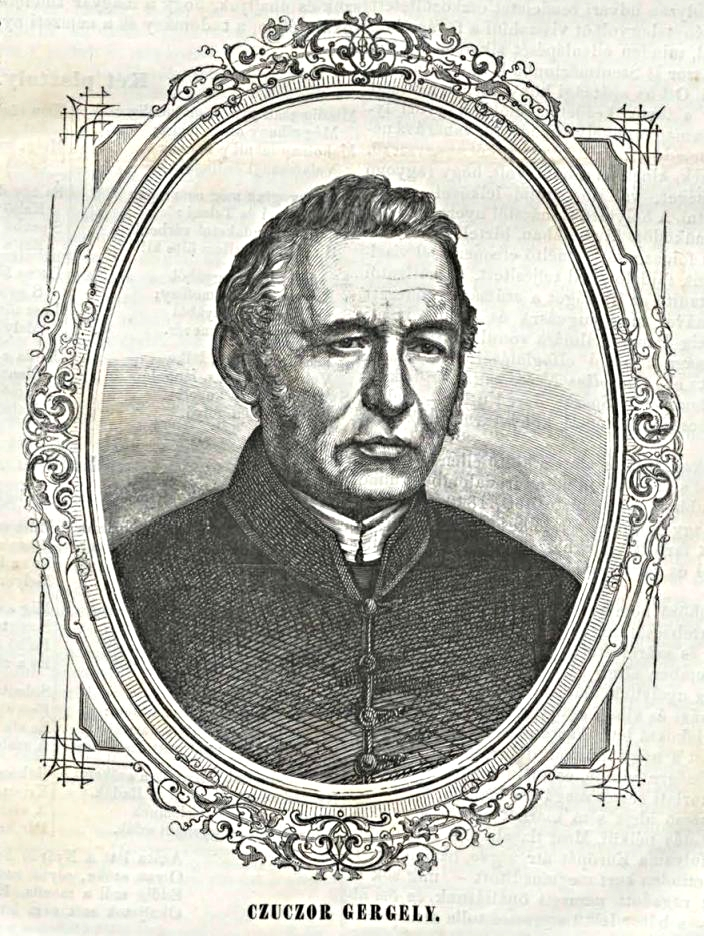
Портрет Г. Чучора

В 1817 году вступил в орден бенедиктинцев, рукоположен в священники в 1824 году, в последующие годы в основном был учителем средней школы в Дьёре. В 1835 году стал помощником секретаря и архивариусом Венгерской академии наук, в 1836 году — её членом.
Прославился,  как поэт. Обвиненный в том, что в своей поэзии и жизни проявил слишком мирские нравы, он был вывезен главой ордена из Будапешта, где поселился в 1835 году, а его сочинения подверглись цензуре. Принудительные меры прекратились только в 1845 году, когда Академия поручила ему подготовить большой словарь венгерского языка.
Умер от холеры.
Двоюродный брат физика  Аньоша Иштвана Йедлика (1800—1895).

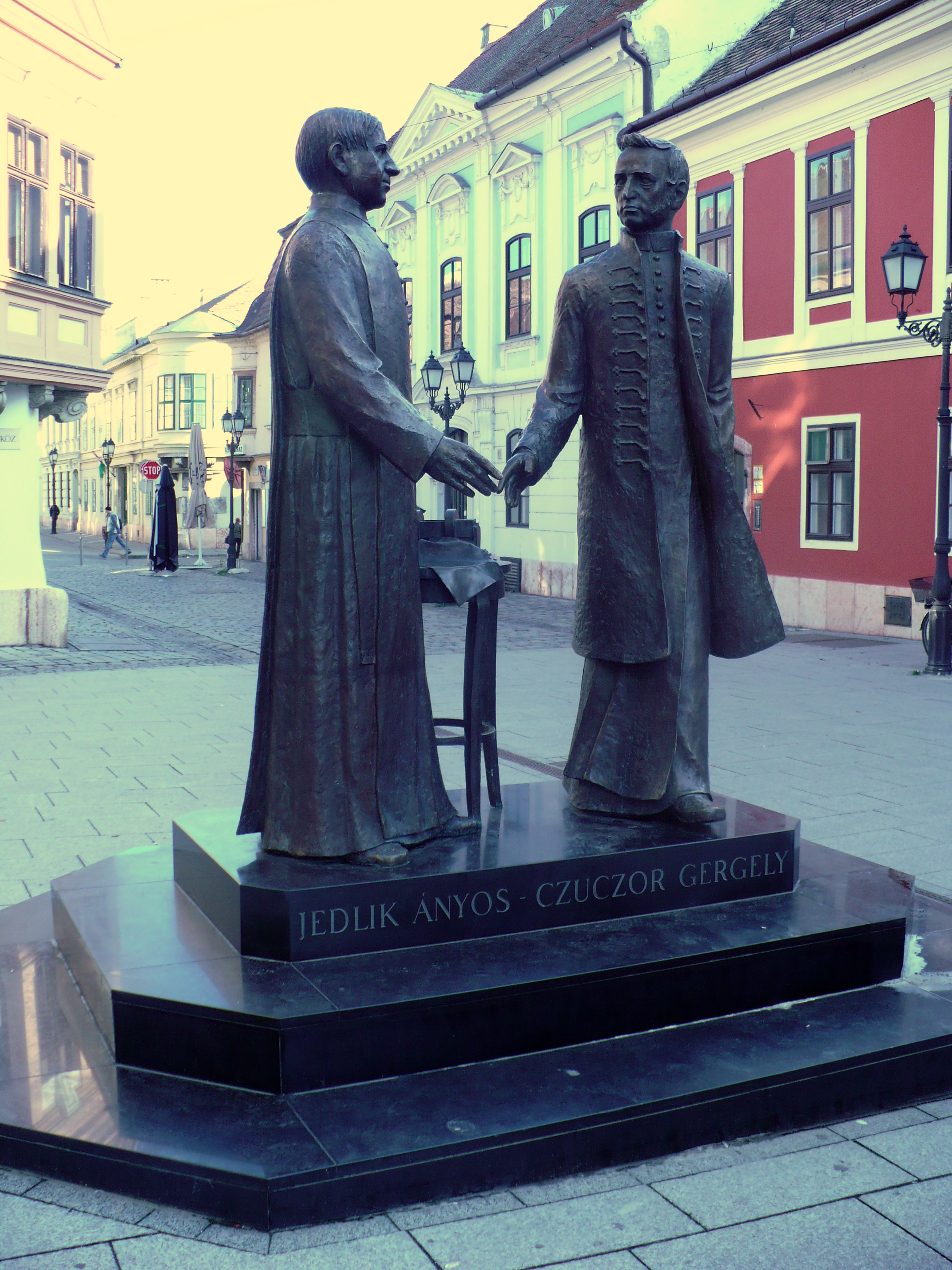
Памятник Чучору и Аньошу Иштвану Йедлику в Дьёре